# Jiří Tichota
Jiří Tichota (* 18. dubna 1937 Točná u Prahy) je český muzikolog, loutnista, zpěvák, textař a muzikant, zakladatel a umělecký vedoucí skupiny Spirituál kvintet.

## Životopis
Pochází z muzikantské rodiny, jeho pradědeček Antonín Liehmann byl prvním učitelem hudby Antonína Dvořáka. Protože jeho otec byl postižen procesy, nemohl v 50. letech studovat, pracoval jako dělník v chemičce. Později se mu přece jen podařilo složit maturitu na jedenáctiletce a začal studovat chemii na Vysoké škole chemicko-technologické v Praze. Nicméně hrál vážnou hudbu především na kytaru. Teprve až po vojenské prezenční službě začal studovat hudební vědu systematicky. Studium na Filosofické fakultě Univerzity Karlovy ukončil v roce 1965. Doktorát v roce 1968 (PhDr.) obhájil rigorózní prací Intabulace písní a vokálních skladeb v pražských loutnových tabulaturách 17. století. Na muzikologické katedře tamtéž pak působil od roku 1963 až do roku 1986. Od té doby se věnuje především své profesionální činnosti ve Spirituál kvintetu. Ve volném čase se zabývá fotografováním motýlů, jeho fotografie přebírají i odborné publikace. Je manželem zpěvačky Zdenky Tichotové, mají syna Tomáše a dceru Lenku.

## Muzikologická činnost
- kompletní soupis české loutnistické literatury (některé rukopisy byly souborně sepsány vůbec poprvé)
- zpracování nápěvů dochovaných světských a dochovaných písní pro loutnu
- vypracoval metodu rekonstrukce loutnových intabulací
- zpracoval a popsal dochované památky francouzských loutnových tabulatur
- publikoval soubornou vědeckou práci o české loutnové literatuře z doby renesance
- přehodnotil výklad naší nejstarší dochované instrumentální skladby – zlomek varhanní tabulatury z Českých Budějovic
- připravil a realizoval faksimile pražské loutnové tabulatury od Mikuláše Šmala z Lebensdorfu
- své dvacetileté úsilí při výzkumu loutnových tabulatur shrnul v kritické edici Kodex Jacobides – tato publikace byla vydána v červnu roku 2020 ve spolupráci s muzikologem a loutnistou Janem Čižmářem[3]

## Dílo

### Muzikologické publikace
- Tabulatury pro loutnu a příbuzné nástroje na území ČSSR (AUC, Phil.et historica 2, 1965)
- Deutsche Lieder in prager Lautentabulaturen des beginneneden 17. Jahrhunderts (Miscellanea musicologica 20, 1967)
- Bohemica a český repertoár v tabulaturách pro renesanční loutnu (Miscellanea musicologica 31, 1984)
- Die Aria tempore adventus producenta un einige Zusammenhenge (Miscellanea musicologica 21–23, 1970)
- Česká kytarová literatura (Hudební rozhledy, 1971)
- Intabulation und tschechisher Gemeinschaftsgesang an der Wende des 16. Jahrhunderts (sborník Colloquium Musica Bohemica et Europea, 1972)
- Divertimenta pro kytaru a smyčcové trio z rodinného archivu Haugwitzů (Hudební věta 10, 1973)
- Francouzská loutnová hudba v Čechách (Miscellanea musicologica 25–26, 1967)
- Českobudějovický zlomek varhaní tabulatury (Acta musei Nationalis Pragae 20, 1975)
- Problémes d´édition des tablatures de redaction défectueuse (Le Luth et sa musique II. Paris, 1984)

### Ediční činnost
- Hudba českých loutnových tabulatur (Praha, Supraphon 1968)
- Clavis musicae ad fides compositaer manu Nicolai Smal de Lebendorf scriptae (Editio Cimeli Bohemica, Vol. VIII, Praha 1969)

### Loutnová interpretace
Loutnové interpretaci se věnoval systematičtěji než kytarové, pravidelněji spolupracoval se souborem Pražští madrigalisté.
- Hudba na pražském dvoře Rudolfa II.
- Anglická vokální hudba 11. až 16. století
- Musica antiqua Slovaca
- Čtveročasí básnictví českého
- Hudba na zámku v Jaroměřicích
- Claudio Monteverdi : Madrigaly válečné a milostné
- G.Carissimi : Jeta
- Petr Eben : Suita d-moll pro barokní loutnu (náklad zničen roku 1970 – šlo o nahrávku k uctění památky Jana Palacha)

### Kytarová interpretace
Hraje pouze příležitostně, neboť se v tomto oboru považuje za autodidakta
- Petr Eben: Písně k loutně, Elce Pelce
- Oldřich Korte: Trobadorské zpěvy

## Organizační a jiná umělecká činnost
- umělecký vedoucí folkového souboru Spirituál Kvintet od jeho založení až dodnes, speaker kapely, píše sám doprovodné texty na obaly LP a CD desek skupiny
- 11 let členem Vysokoškolského uměleckého souboru
- na vojně vedl hudební skupinu, která zvítězila v celostátní respektive celoarmádní umělecké soutěži
- přispívá do různých hudebních periodik, jedná se zejména o kritiky, recenze, polemiky a glosy
- člen porot různých country a folkových uměleckých soutěží, zejména pak festivalu Porta
- přispěl několika hesly i do Encyklopedie jazzu a moderní populární hudby

## Diskografie Spirituál kvintetu

### LP, CD
- Písničky z roku raz dva, Supraphon 1973, reedice 2003
- Spirituály a balady, Supraphon 1978, reedice 1995
- Saužení lásky, Supraphon 1981, reedice 1996
- 20 let, Supraphon 1984, reedice 1993
- Šlapej dál, Panton 1985, reedice 1994
- Every Time I Feel The Spirit, Panton 1986
- Šibeničky, Panton 1988, reedice 2003
- Za svou pravdou stát, Panton 1990
- Hallelu, Panton 1991
- Rajská zahrada, Panton 1992, reedice 2001
- Antologie 1960–1995, Sony/Bonton 1994, reedice 2003
- Hanba nám!, Monitor 1994
- Na káře, Pupava 1997
- Vánoční koncert, Monitor-EMI 1998
- Křídla holubic, Pupava 2002
- Karel Zich a Spirituál kvintet, Sony Music 2004
- Křížem krážem, Sony BMG 2005
- 45 let archiv, Sony BMG 2006

### EP, SP
- Spiritual quintet Prague
- EP Spirituál kvartet, Supraphon 1963
- EP Spirituál kvintet, Traditional jazz studio, Supraphon 1967
- EP Spirituál kvintet, Supraphon 1971
- EP Čtwero pjsnj, Panton 1986

### Účast na deskách
- Dostavník
- Písně amerického západu, 1969
- 20 let Porty
- Porta 1
- Porta 2
- Country fontána 97
- Folkové balady
- F & C Hity
- 20 folkových písní 1
- 20 folkových písní 2

### Sólová alba
- 2003 Svítá a hvězdy blednou – CD, album je součástí knihy Na Točné